# Odis
Odis är en hundras från Ukraina. Den är en långhårig sällskapshund som började avlas fram i Odessa under slutet av 1970-talet genom korsning av dvärgpudel, strävhårig foxterrier, japanese chin och malteser. Rasen började konsolideras runt sekelskiftet 1900/2000. Odis är lik vallhundarna polski owczarek nizinny och nederlandse schapendoes men är mindre. Rasen är nationellt erkänd av den ukrainska kennelklubben Kynologytjeskyj Sojuz Ukrayni (KSU) och den tjeckiska Českomoravská Kynologická Unie (CMKU).